# گمفا
گمفا (به آلمانی: GEMFA) یک سیستم اطلاعاتی آلمانی است که پردازش و طبقه بندی داده های مالیاتی را امکان پذیر می سازد. این ساختار مبتنی بر داده های مربوط به مدیریت مالی، دویچه پست AG و دفتر آماری فدرال است. اداره امور مالیاتی مرکزی فدرال (BZSt) داده ها را حفظ کرده و آن را برای تحقیق و بارگیری در دسترس قرار می دهد. مرکز پردازش اطلاعات و فناوری اطلاعات (ZIVIT) از این ساختار به عنوان ارائه دهنده خدمات فناوری اطلاعات خارجی پشتیبانی می کند. 